# Killybegs
Killybegs (iriska: Na Cealla Beaga) är en ort i republiken Irland.   Den ligger i grevskapet County Donegal och provinsen Ulster, i den norra delen av landet, 200 km nordväst om huvudstaden Dublin. Killybegs ligger 26 meter över havet och antalet invånare är 1 297.
Terrängen runt Killybegs är platt åt sydost, men åt nordväst är den kuperad. Havet är nära Killybegs söderut.  Killybegs är det största samhället i trakten. 